# ドンパ県
ドンパ県（ドンパけん）は中華人民共和国チベット自治区シガツェ市に位置する県。

## 行政区画
1鎮、12郷を管轄：
- 鎮：帕羊鎮
- 郷：拉譲郷、瓊果郷、亜熱郷、布多郷、偏吉郷、納久郷、吉拉郷、霍爾巴郷、隆格爾郷、吉瑪郷、仁多郷、帕江郷

## 交通

### 道路
- 国道
  - G219国道